# Kraljevo dramsko gledališče
Kraljevo dramsko gledališče (švedsko Kungliga Dramatiska Teatern, pogovorno Dramaten) je švedski nacionalni oder za 'govorjeno dramo', ustanovljen leta 1788. Na petih delujočih odrih gledališča se vsako leto uprizori približno tisoč predstav.
Gledališče je na sedanji lokaciji v art nouveau stavbi v Nybroplanu v Stockholmu od leta 1908. Zasnoval jo je arhitekt Fredrik Lilljekvist. Pri izdelavi dekoracij so sodelovali znani umetniki, kot sta Carl Milles in Carl Larsson, nekatere notranje dekoracije pa je izdelal princ Eugen.
Gledališka igralska šola, Kraljeva akademija za dramsko usposabljanje, je dala številne igralce in režiserje, ki so kasneje postali slavni, med njimi Gustaf Molander (ki je tam tudi poučeval), Alf Sjöberg, Greta Garbo, Vera Schmiterlöw, Signe Hasso, Ingrid Bergman, Gunnar Björnstrand, Max von Sydow in Bibi Andersson. Šola se je leta 1967 odcepila kot samostojna institucija Švedska nacionalna akademija za pantomimo in igranje.

## Zgodovina

### 17. in 18. stoletje
Prvo švedsko gledališče se je odprlo v Bollhusetu in Lejonkulanu leta 1667 in je zaposlovalo le tuje skupine. Čeprav so bile igre včasih odprte za javnost, je ostalo bolj ali manj dvorno gledališče. Prvo švedsko igro, Den Svenska Sprätthöken, je leta 1737 uprizorila prva švedska gledališka skupina. Švedsko gledališče je kraljica Luiza Ulrika Pruska po sezoni 1753–54 izgnala iz gledališča, gledališče pa je bilo podarjeno francoski skupini. Leta 1771 je kralj Gustav III. Švedski odpustil francosko skupino in spodbudil švedske talente, zato je bila v Bollhusetu ustanovljena Kraljeva švedska opera. Leta 1787 je Fredrik Ristell v isti stavbi ustanovil gledališče govorjene drame, vendar ni dolgo trajalo. Leta 1788 je Ristell pobegnil iz države, da bi ubežal upnikom. Igralci so ustanovili skupino in zaprosili za kraljevo zaščito, kar je privedlo do ustanovitve nacionalnega gledališča.
Švedski nacionalni oder za dramsko umetnost (govorjeno dramo) je leta 1788 ustanovil kralj Gustav III. Takrat je bilo Kraljevo gledališče (Kungliga Teatern) na Švedskem uradno razdeljeno na dva dela, Kraljevo gledališče (danes znano kot Kraljeva švedska opera) pa je od takrat postalo izključno operni oder. Za govorjeno dramo je bilo zgrajeno novo gledališče, imenovano Kungliga Dramatiska Teatern (Kraljevo dramsko gledališče), da bi se razlikovalo od Kraljevega gledališča (opernega odra).
Kralj je postal formalni direktor in gledališče postavil pod kraljevo zaščito, ki so ga igralci sami glasovali vsak štirinajsti dan pod nadzorom Kraljeve švedske akademije umetnosti. To pravilo je bilo precej kaotično, glasovanje pa je opisano kot muhasto in temperamentno: »Moški igralci so se prepirali med seboj, ena od dam je glasovala za, ker je druga dama glasovala proti, druge so štele svoje gumbe in pustile, da usoda odloča«, leta 1803 pa so igralci sami zahtevali, da sistem zamenja režiser.
Kraljevo dramsko gledališče je bilo v prvih letih v starih prostorih v Bollhusetu, leta 1792 pa so staro stavbo označili za propadajočo in 1. novembra 1793 so gledališče odprli v palači Makalös, imenovani tudi Arsenalen, kjer naj bi gledališče delovalo naslednjih trideset let; zdaj se je pogosto imenovalo Gledališče Arsenal. Leta 1798 so bila gledališča in opere v Stockholmu združena s kraljevim monopolom, »Dva odra« pa sta neomajno vladala mestu več kot štirideset let.

### 19. in 20. stoletje
Leta 1825 je stara palača gledališča sredi predstave zagorela in zgorela. Gledališče je bilo zdaj v isti stavbi kot Opera, kar je trajalo skoraj štirideset let.
Sredina 19. stoletja je pomenila spremembe tako znotraj kot zunaj gledališča. Leta 1834 so igralci, besni zaradi novega sistema, ki je njihov odstotek gledališkega dohodka nadomestil s fiksno plačo, začeli stavkati, saj so vedeli, da so leta 1828 uspeli s podobnim ukrepom proti nepriljubljenemu režiserju. Tokrat pa je stavko prekinila vlada, ki je nekaterim povišala plače, drugim pa podelila pokojnine. Odpuščeni igralci so ustanovili gledališko skupino, ki je nastopala po vsem mestu, leta 1842 pa je bil gledališki monopol prekinjen in v Stockholmu je bilo ustanovljeno drugo gledališče; do 1850-ih je bilo v mestu več gledališč, Kraljevo dramsko gledališče pa se je soočalo s hudo konkurenco, zlasti s strani Svenska teatern (Švedskega gledališča).
Veliko je bilo kritik glede delitve lokacij med opero in gledališčem, saj so bile lokacije opere zgrajene za petje in so veljale za neprimerne za govorjeno dramo. Leta 1863 je Kraljevo dramsko gledališče kupilo gledališče starega konkurenčnega gledališča Mindre teatern in se preselilo vanj. Tukaj je Kraljevo dramsko gledališče ostalo do leta 1907 in prav tukaj so bile uprizorjene nove drame 19. stoletja: pionirske igre Ibsena in Čehova ter pozna dramska dela Augusta Strindberga, na primer Till Damaskus (V Damask).
Toda na začetku 20. stoletja je bilo gledališče dotrajano in je nujno potrebovalo prenovo ter sodobnejši, funkcionalnejši oder. Od 1880-ih je nacionalni oder trpel ostro konkurenco več novih zasebnih gledališč v Stockholmu, zlasti Svenska teatern (Švedsko gledališče), ki ga je vodil karizmatični gledališki umetnik Albert Ranft.
Številne originalne švedske uprizoritve Ibsenovih iger so bile uprizorjene v Švedskem gledališču namesto na nacionalnem odru, prav tako nova nemška in francoska dramska dela, nacionalni oder pa so hkrati obtoževali, da je star, prašen in prenatrpan. V tisku je potekala živahna razprava o prenovi nacionalnega odra v Kungsträdgårdnu. Predlaganih je bilo veliko različnih vrst obnove, vendar kralj Oskar II. Švedski ni bil zadovoljen z nobenim od predlogov. Namesto tega je bila kmalu sprejeta odločitev, da se stara gledališka stavba popolnoma poruši in na primernejši lokaciji zgradi nova, večja in sodobnejša. Od 1850-ih naprej se je Stockholm kot mesto in kot dokončna prestolnica Švedske precej spremenil, prav tako pa tudi njegovo središče. Leta 1881 je bilo Kraljevo dramsko gledališče, ki ga je do takrat financiral kraljevi dvor – kar je igralcem dalo status dvornega osebja – ločeno od dvora in kraljeve družine ter pretvorjeno v državno gledališče, ki je bilo dokončano leta 1888.
Nova lokacija, ki je bila sčasoma izbrana za novo Kraljevo dramsko gledališče Nybroplan, je bila bližje tistemu, kar je takrat postajalo srce Stockholma, in je bila lepo locirana ob obali. Fredrik Lilljekvist je bil imenovan za glavnega arhitekta in 18. februarja 1908 se je z novo Strindbergovo igro Mäster Olof odprla nova gledališka stavba nacionalnega odra v Nybroplanu. Ta stavba je sedanje Kraljevo dramsko gledališče. Tukaj so legendarni gledališki režiserji, brata Olof in Gustaf Molander, Alf Sjöberg in Ingmar Bergman, ustanovili švedsko gledališče in s svojimi predstavami v 20. stoletju pomagali oblikovati švedsko gledališko zgodovino.
Ko se na Švedskem omenja nacionalni oder, se običajno misli na staro Kraljevo dramsko gledališče (kar pomeni Kungliga Dramatiska Teatern, ki je bilo v Kungsträdgårdenu med letoma 1788 in 1907) in nato na novo/sedanje Kraljevo dramsko gledališče, znano tudi kot Dramaten, ki je od leta 1908 v Nybroplanu (beseda Dramaten se ne uporablja, ko se nanaša na staro Kraljevo dramsko gledališče).

## Odri
Dramaten trenutno gosti naslednje odre:
- Stora scenen – glavni oder, od leta 1908 (720 sedežev)
- Lilla scenen – drugi oder, od leta 1945; prenovljen in ponovno odprt leta 2000 (340 sedežev)
- Målarsalen – od leta 1971; nekdanji slikarski atelje za gledališko scenografijo (160 sedežev)
- Tornrummet – majhen, intimen oder; oder, ki ga je prej uporabljala igralska šola starega Kraljevega dramskega gledališča (60 sedežev)
- Lejonkulan – Mladi dramatiki; redni oder Dramatena za šolske igre
- Elverket – od leta 1997 služi kot prilagodljiv prizidek, ki je na naslovu Linnégatan 69. Prvotno je bil zasnovan kot elektrarna in je bil preurejen v gledališko prizorišče. Leta 2021 ga je sodelovanje z Dansens hus spremenilo v eksperimentalni oder za sodobni ples in gledališče.[5]